# Епархия Тринкомали
Епархия Тринкомали (лат. Dioecesis Trincomaliensis) — епархия Римско-Католической Церкви с центром в городе Тринкомали в Шри-Ланке. Епархия Тринкомали входит в архиепархию Коломбо.

## История
25 августа 1893 года Святой Престол учредил епархию Тринкомали, выделившуюся от епархии Джаффны. 
23 октября 1967 года епархия Тринкомали была переименована в епархию Тринкомали-Баттикалоа. 
19 декабря 1975 года часть территории епархии Тринкомали-Баттикалоа отошла к образовавшейся апостольской префектуре Анурадхапуры.
3 июля 2012 года часть территории епархии Тринкомали-Баттикалоа отошла к образовавшейся епархии Баттикалоа, соответственно ей и вернулось старое название епархия Тринкомали.

## Ординарии епархии
- епископ Шарль Лавинь (27.08.1898 — 11.07.1913);
- епископ Gaston Robichez (22.03.1917 — 12.02.1946);
- епископ Ignatius Philip Trigueros Glennie (10.07.1947 — 15.02.1974);
- епископ Leo Rajendram Antony (15.02.1974 — 17.03.1983);
- епископ Joseph Kingsley Swampillai (с 17.03.1983 — по настоящее время).

## Источник
- Annuario Pontificio, Libreria Editrice Vaticana, Città del Vaticano, 2003, ISBN 88-209-7422-3